# Franz Anton Egells
Franz Anton Jakob Egells (* 25. August 1788 in Rheine; † 30. August 1854 bei Reinerz, Schlesien) war ein deutscher Schlosser und Unternehmer, der zum Pionier des modernen Maschinenbaus in Berlin wurde.

## Leben
Gemeinsam mit Andreas Friedrich Uhthoff, dem späteren Gründer der Eisengießerei Uhthoff betrieb Egells in den 1810er Jahren in den Gebäuden des ehemaligen Klosters Gravenhorst eine Maschinenbauanstalt und konstruierte unter anderem Dampfmaschinen. Den Gussstahl dazu bezogen die Unternehmer von Friedrich Krupp.
Nach dem Scheitern der Zusammenarbeit mit Uhthoff kam Egells nach Berlin und fand eine Anstellung in der Königlich Preußischen Eisengießerei. Aufgrund seiner Leistung wurde ihm eine längere „Studienreise“ zu englischen Maschinenbauanstalten ermöglicht, die nach heutigen Maßstäben als Wirtschaftsspionage im staatlichen Auftrag anzusehen ist. Dort lag damals das weltweite Zentrum der Forschungs- und Entwicklungstätigkeit. Der preußische Staat finanzierte ihm diese Reise – namentlich auf Betreiben von Ministerialdirektor Peter Beuth. Nach seiner Rückkehr erstattete Egells dem zuständigen Ministerium umfassend Bericht.
1821 machte er sich mit einer kleinen Eisengießerei an der Lindenstraße in der Berliner Luisenstadt selbständig. Die benötigten Werkzeugmaschinen wurden aus Großbritannien importiert und vom Staat bezahlt. Im Oktober 1822 richtete er zusätzlich eine Schlosserwerkstatt an der Mühlenstraße (heute Obentrautstraße in Berlin-Kreuzberg) ein.
1823 begann Egells, seine Einrichtungen vor das Oranienburger Tor auf das Grundstück Chausseestraße 3/4 zu verlagern. Damit war er nach der Eisengießerei und Maschinenbauanstalt der Königlichen Seehandlung der erste private Unternehmer, der sich in diesem später „Feuerland“ genannten Bereich der Oranienburger Vorstadt ansiedelte. Die Verbindung zum Staat zahlte sich aus: Wie auch heute bei Zuschüssen für Zukunftstechnologien üblich, wurden die Werkstätten von Beuth über eine Stiftung mit den modernsten englischen Maschinen ausgestattet. 1825 wurde die Maschinenbauanstalt eröffnet. 1826/1827 baute Egells zusammen mit dem Kaufmann Carl Wilhelm Woderb auf dem Nachbargrundstück an der Chausseestraße (heute im Bereich der Tieckstraße) die erste größere private Eisengießerei Berlins auf.
Um sich einen günstigen Zugriff auf gute Rohstoffe zu sichern, erwarb er Ende 1829 von Nathan Mendelssohn eine Eisenhütte im Schmelzetal bei Reinerz in Schlesien, die nunmehr als Egellshütte bezeichnet wurde. Vorrangig produziert er Dampfmaschinen für Schiffe und den Bergbau.
In Erinnerung blieb Egells vor allem, weil von September 1825 bis März 1827 August Borsig bei ihm eine Maschinenbaulehre absolvierte. Nach deren Abschluss stellte Egells Borsig zum 1. April 1827 als Faktor der Gießerei und Werkstätten für acht Jahre ein. Auch Johann Friedrich Wöhlert lernte 1818 bei Egells und arbeitete dann bis 1836 bei ihm. 1834 kam Carl Hoppe zu Egells. Er wurde als Konstrukteur angestellt und arbeitete 10 Jahre in der Maschinenfabrik. Er entwickelte eine Lokomotivsteuerung, auf die Egells 1840 ein Patent erhielt.
Am 14. März 1838 kaufte Egells gemeinsam mit sächsischen Unternehmer Detlev von Einsiedel der Stadt Beuthen ein Waldgebiet ab und errichtete im selben Jahr für 32.000 Taler das Gräflich von Einsiedel’sche Societäts-Eisenwerk, die spätere Eintrachthütte. 1842 baute Egells nach den Plänen von Ludwig Kufahl eine Lokomotive. Bis 1846 entstanden drei weitere Lokomotiven; dieser Geschäftszweig wurde jedoch nicht mehr weiter ausgebaut. In dieser Zeit war auch Albert Knoevenagel bei ihm angestellt.
Franz Anton Egells starb 1854 im Alter von 66 Jahren und wurde auf dem St.-Hedwig-Friedhof an der Liesenstraße beigesetzt. Das Grabmal ist erhalten. In Berlin-Tegel ist in der Nähe der alten Borsigwerke die Egellsstraße nach dem Unternehmer benannt.
Sein Sohn Franz Hermann Egells (1828–1885) leitete später das väterliche Unternehmen, das bis in die Gründerkrise bestand.